# Pfarrkirche Nussdorf (Wien)

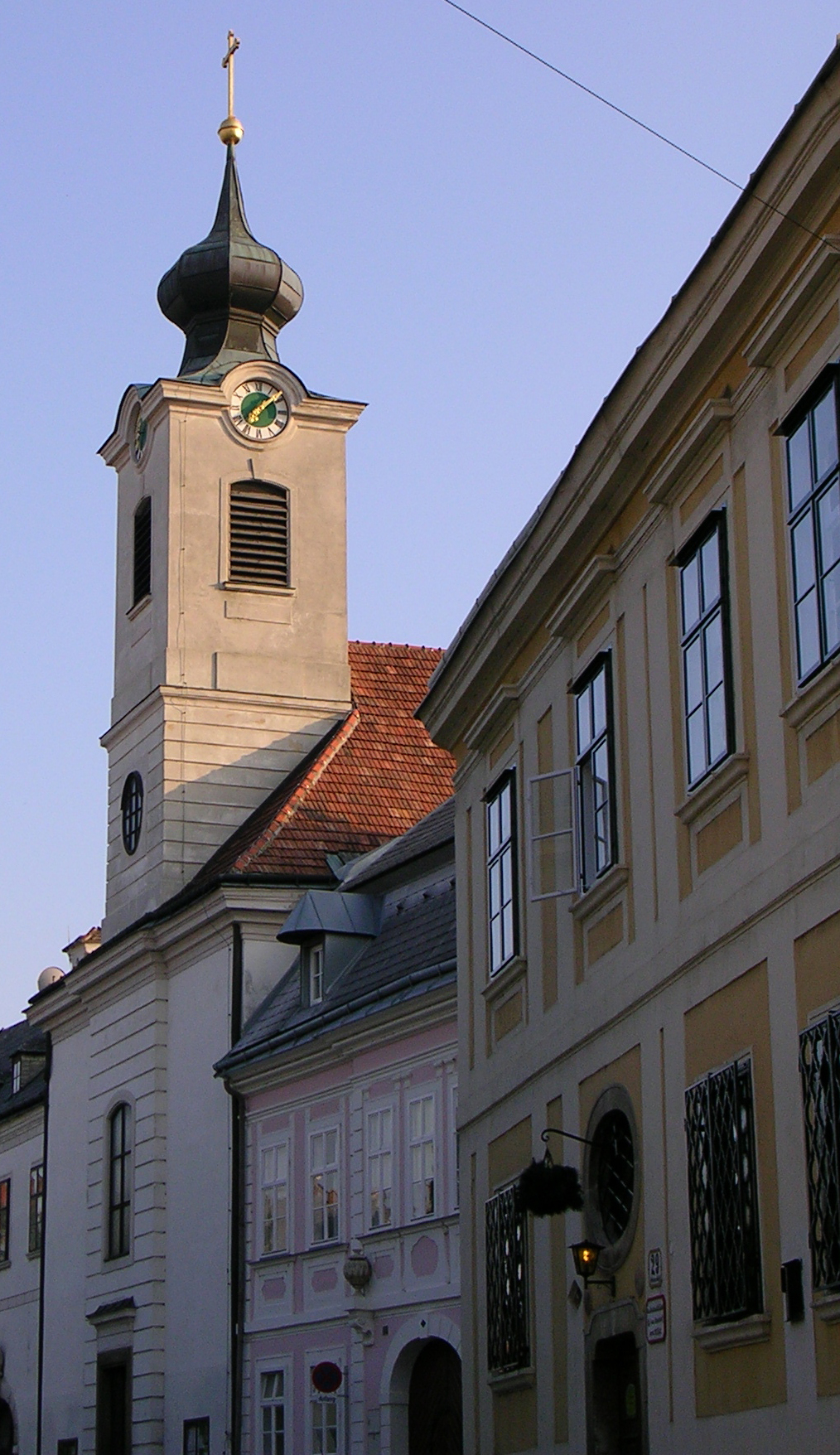
Pfarrkirche Nussdorf

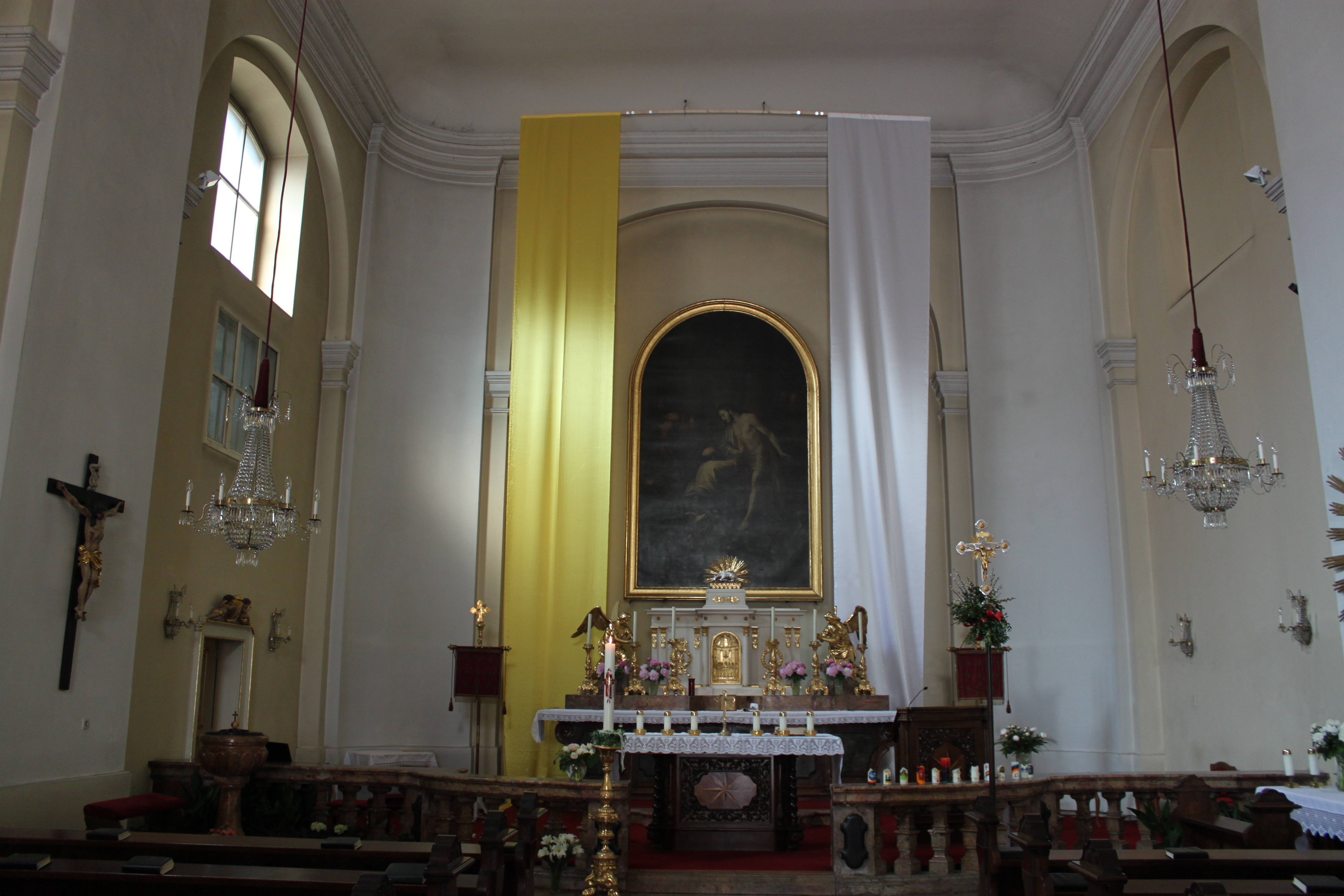
Innenraum der Nussdorfer Pfarrkirche

Die römisch-katholische Pfarrkirche Nussdorf steht an der Greinergasse 25 im Bezirksteil Nussdorf im 19. Wiener Gemeindebezirk Döbling in Wien. Sie ist dem heiligen Thomas geweiht, gehört zum Stadtdekanat 19 und untersteht dem Vikariat Wien Stadt der Erzdiözese Wien. Das Bauwerk steht unter Denkmalschutz (Listeneintrag).

## Geschichte
In Nussdorf wurde bereits 1411 eine gotische Kapelle erwähnt, die dem Apostel Thomas geweiht war. Sie stand in der Sickenberggasse 2 und wurde im Laufe der Jahrhunderte mehrmals umgebaut und erweitert. 1456 wurde bereits ein eigener Kaplan bestellt, der jeden Mittwoch und Freitag eine Messe in der Kapelle las. Da sich die Kapelle mit der Zeit als zu klein erwies und zahlreiche Messstiftungen erfolgt waren, stellte Nussdorf erstmals 1704 einen Antrag auf einen eigenen Klosterpriester. Dieses Ansuchen hatte aber ebenso wenig Erfolg wie die neuerlichen Ansuchen 1728 und 1731. Nussdorf gehörte weiterhin zur Pfarre Heiligenstadt.
Erst durch die josephinischen Reformen wurde Nussdorf zu einer eigenständigen Pfarre erhoben. Joseph II. löste zahlreiche Klöster auf und verwendete das eingezogene Vermögen zum Ausbau des Pfarrwesens. Am 30. November 1783, dem ersten Adventsonntag, wurde der neuernannte Pfarrherr von Nussdorf zur Thomaskapelle geleitet. Am 6. Dezember wurde der neue Pfarrer Coloman Degen konfirmiert. Es folgten umfangreiche Bauarbeiten. Das der Pfarre vorstehende Stift Klosterneuburg kaufte 1785 das sogenannte mehlmesserische Haus auf dem Neusiedel und baute das Mehlmesserwohnhaus zu einem Pfarrhaus um. Anstelle des Presshauses wurde die neue Pfarrkirche errichtet. Sie wurde von Josef Reymund nach Plänen des k.k. Hofbaumeisters Josef Gerl ausgeführt. Am 18. November 1787 wurde die neue Kirche eingeweiht. Die Thomaskapelle wurde hingegen 1790 durch einen Brand beschädigt und vermutlich noch 1790 in das benötigte Schulhaus umgewandelt. 1965 wurde der Bau schließlich abgetragen.

## Bauwerk und Ausstattung
Bei der Pfarrkirche Nussdorf handelt es sich um einen schlichten und für die damalige Zeit typischen Bau. Die Platte des Hochaltars, Mensa genannt, die Kommunionbank und die Sitzbänke stammen aus der aufgelassenen Kirche der Augustiner-Chorherren in der Dorotheergasse. Das Hochaltarbild zeigt den ungläubigen Thomas, ein Gemälde von Paul Haubenstricker aus dem Jahre 1787. Ein Ölbild mit dem Bildnis Maria, Heil der Kranken findet man am hinteren Seiteneingang. Wertvollstes Objekt der Kirche ist der klassizistische Tabernakel des bekannten Architekten Joseph Kornhäusel aus der Biedermeierzeit.

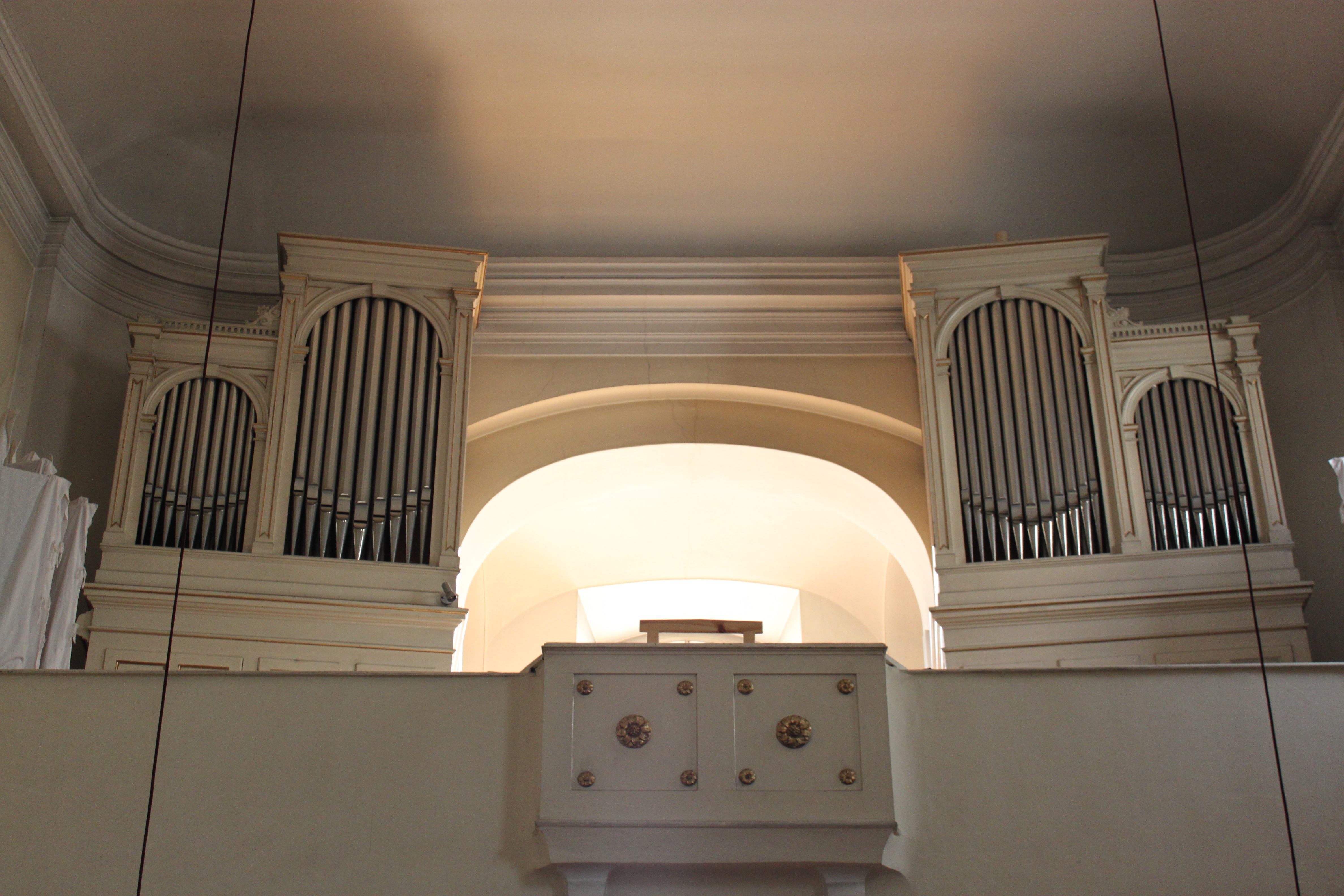
Orgel der Pfarrkirche Nussdorf

Die Orgel der Pfarrkirche Nußdorf ist eine mechanische Kegelladen-Orgel, sie stammt von der Wiener Orgelbau-Firma Johann M. Kauffmann und verfügt über elf Register auf zwei Manualen und Pedal. Es ist nicht viel über die Erbauung der Orgel bekannt, jedoch wird vermutet, dass sie um 1890 installiert wurde. Im Jahre 1987 wurde das Prospekt der Orgel renoviert und gleichzeitig hat man den Originalzustand des Instruments wiederhergestellt. Das Pfeifenwerk ist auf zwei doppelte Gehäuse aufgeteilt, welche das Emporenfenster beidseitig flankieren. Die insgesamt über 600 Pfeifen sind auf sechs Register im Hauptwerk, drei Register im Nebenwerk und zwei Register im Pedalwerk aufgeteilt. Es ist ein romantisches Werk.
Die Disposition lautet wie folgt:
৷   Hauptwerk:   Bourdon 8', Salicional 8', Flöte 4', Principal 8', Octav 4', Mixtur 2 2/3 3Fach
৷৷   Nebenwerk:  Lieblichgedeckt 8', Violadigamba 8', Fugara 4'
Pedal:           Subbass 16', Octavbass 8'
Spielhilfen:         Manualkoppel, Pedalkopplung (Tritt), Forte (Tritt), Tutti (Tritt)